# Luciano Di Napoli
Luciano Di Napoli (12 de agosto de 1954, Sfax, Túnez) es pianista y director de orquestas. Ha trabajado con artistas como Johnny Hallyday, Michel Sardou, Herbert Léonard y Nana Mouskouri.

## Biografía
En 1960, emigró a Francia con su familia. De 1961 a 1972, estudió solfeo, trompeta, piano y el órgano litúrgico en el conservatorio. En 1968, formó un grupo con sus dos hermanos músicos. Tres años más tarde, se unió a la orquesta de baile de André Bermond. De 1980 a 1984, fue pianista de Johnny Hallyday y de 1984 a 1988, de Michel Sardou. Desde 1988, acompañó a Herbert Léonard y desde 1989 a Nana Mouskouri. 
Trabaja arreglos musicales para Nana Mouskouri, Herbert Léonard y para otras producciones. Como director musical de Nana, es responsable de la selección de los músicos y juntos se encargan de la selección de los títulos de la gira. Participa también en la grabación de los álbumes. Se encarga de los arreglos y de la mezcla y dirige las sesiones.

## Conciertos grabados con Nana Mouskouri
- Concert For Peace (VHS) (1997)
- Ich Hab Gelacht - Ich Hab Geweint / Live in Berlín (DVD) (2006)
- The Farewell World Tour / Live at the Odeon Herodes Atticus (DVD) (2009)